# Rank 1
Rank 1 – holenderski muzyczny duet DJ-ski Benno de Goeija i Pieta Bervoetsa. Stylem prezentowanym przez grupę jest trance.

## Historia
Po raz pierwszy spotkali się w klubie w 1997 roku. Benno nie miał doświadczenia muzycznego oprócz gry na pianinie i keyboardzie, natomiast Piet był DJ-em. Niedługo potem jako Pedro i Benno stworzyli swój pierwszy kawałek.
Gdy tacy DJ-e jak Ferry Corsten czy DJ Jean poprosili ich o zrobienie dla nich remiksów, już jako Rank 1 stworzyli hit Airwave, który stał się hymnem imprezy klubowej Innercity. Ich remix dla Cygnus X Superstring stał się hymnem Sensation w 2000 roku, a wideoklip do tego utworu został nakręcony na słynnym Amsterdam ArenA.
Dziś są jednym z bardziej znanych miksujących duetów. 
W ostatnich latach, duet stworzył Hymny: Trance Energy – L.E.D., kołobrzeskiego eventu – Sunrise Festival 2009 – Symfo oraz "The Great Escape" wraz z Jochenem Millerem – bydgoski event enTrance.

## Dyskografia
Single
- Citrus Juicer / Black Snow
- Airwave
- Such Is Life
- Awakening
- Symsonic (Album plus DVD)
- Breathing (Airwave 2003)
- Symsonic
- Album Sampler: Conspiracy/Cosmomatic/Down From The Deep
- ID&T Presents Rank 1 – Mix Compilation
- Beats At Rank-1 Dotcom
- After Me
- A Trip In Trance 4 – Mix Compilation
- Opus 17
- Top Gear
- Rank 1 @ Castle Dance – Mix Compilation
- Life Less Ordinary (With Alex Morph)
- This world is watching me (With Kush and Armin van Buuren)
- And Then... (With Johen Miller)
- LED, There be light (Trance Energy anthem)
- Many Miles, Too Soon
- Symfo (Sunrise Festival 2009 anthem)
- The Great Escape (With Jochen Miller)(enTrance 2010 anthem)
- Elements Of Nature (With M.I.K.E)
- 13.11.11

Remiksy
- Cygnus X – Superstring
- Ayumi Hamasaki – Far Away
- Angelic – It's My Turn
- System F – Cry
- Baby D – Let Me Be Your Fantasy
- Mary Griffin – This Is The Moment
- York – Reachers Of Civilazation
- Ayumi Hamasaki – Dearest
- Jam X & De Leon – Mind Made Up
- Mark Aurel – The Sound Of Love
- NU NRG – Dreamland
- Delerium – Underwater
- Push – Journey Of Life
- Angel City – Touch Me
- Mr Sam – Lyteo
- ATB – Humanity
- Ronald Van Gelderen – This Way
- Freddy Mercury – Love Kills
- Cosmic Gate – Analog Feel (Rank 1's Digital Rehash)
- DJ Joop – The Future (Rank 1 remix)
- Alex Bartlett & Guess – Touch The Sun (Rank 1 remix)
- Anton Sonin & AMX ft. Sari – Undone (Rank 1 Remix)
- Velvetine – Safe (Rank 1 Remix)
- Julie Thompson, Super8 & Tab – My Enemy (Rank 1 Remix)
- Rank 1 – Airwave (21st Century Mix)
- Gouryella - Ligaya (Rank 1 Remix) [Nie wydany]